# Burial of the Coffin

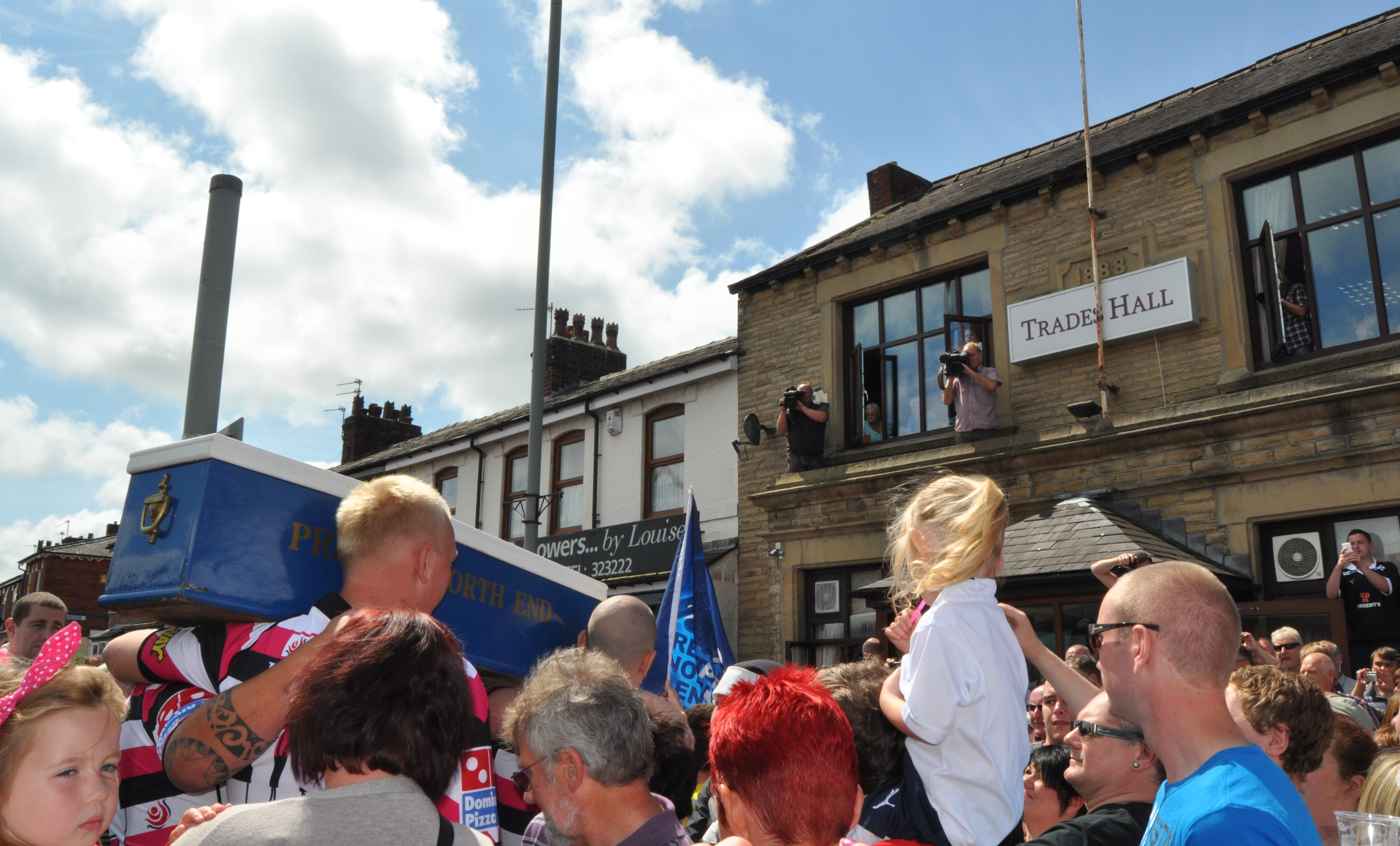
Một chiếc quan tài của Preston North End được cổ động viên chôn xuống vào năm 2011 khi đội bóng này rớt hạng xuống League One.

Burial of the Coffin (hay Chôn cất quan tài) là một truyền thống đã có từ năm 1948 của cổ động viên hai câu lạc bộ bóng đá Anh, Blackburn Rovers và Preston North End. Sau khi câu lạc bộ xuống hạng, một chiếc quan tài sẽ được đưa đến tầng hầm của câu lạc bộ Trades Halls ở cầu Bamber. Lễ "chôn cất" này sẽ còn đi kèm theo một cuộc diễu hành trên đường phố dẫn tới cầu Bamber, chiếc quan tài cũng được làm riêng cho hai đội bóng để đánh dấu mốc xuống hạng.
Sự kiện này sẽ diễn ra mỗi khi một trong hai đội bóng trên phải xuống hạng, chôn xuống xong, một khi đội bóng giành quyền thăng hạng thì chiếc quan tài bị chôn xuống đó sẽ được đào lên. Nghi lễ này bắt đầu vào năm 1948, sau khi Blackburn phải xuống hạng đến giải hạng Hai cũ, một người bán rau ở khu Bamber Bridge đã chất đầy rau củ vào một chiếc quan tài và chôn nó xuống, tượng trưng cho việc đội bóng xuống hạng. Số rau củ được chôn xuống đó có ý nghĩa đại diện cho các cầu thủ trong đội bóng, nhưng ngày nay thì một hình nộm có tên là Chucky sẽ được cho mặc áo của câu lạc bộ và đặt vào trong quan tài.

## Lịch sử
Sau khi Blackburn giành quyền thăng hạng lên giải bóng đá Ngoại hạng Anh vào năm 2000, chiếc quan tài được đem đi diễu hành dọc con đường Station Road, đoàn diễu hành gồm năm chiếc xe lễ hội, ban nhạc, các vũ công, lính cứu hỏa và những người sẽ ăn mặc giống các vị giám mục và tu nữ.
Một lễ tang được tổ chức vào đầu mùa giải 2011-12, chính xác là ngày 24 tháng 7 năm 2011, sau khi Preston bị xuống hạng đến EFL League One ở mùa giải trước đó. Lễ chôn cất này bắt đầu từ đường Church Road ở phía Nam đường Station Road ở khu Bamber Bridge, gần khu nhà công cộng Ye Old Hob Inn.
Một lễ tang khác được diễn ra sau khi Blackburn xuống hạng từ giải Ngoại hạng sau 11 năm liên tục trụ ở giải đấu này, tuy nhiên thì lễ hội lần này được tổ chức ở Blackburn, dưới sự hướng dẫn và giám sát của cảnh sát. Lễ đưa tang kéo dài từ quán pub Fox and Hounds ở đường Albion Road cho đến quán pub Aqueduct ở đường Bolton Road gần sân vận động Ewood Park.
Lần gần nhất quan tài của Preston được đào lên là vào Chủ nhật, ngày 12 tháng 7 năm 2015 sau khi đội giành quyền thăng hạng lên EFL Championship từ League One. Chiếc quan tài sau khi đào lên được chở đi diễu hành quanh phố trong một chiếc xe tang.
Một lễ chôn cất khác diễn ra vào tháng 7 năm 2017 sau khi Blackburn xuống hạng ở mùa giải năm đó, nhưng chỉ một năm sau đó vào ngày 22 tháng 7 năm 2018, chiếc quan tài đã được đào lên khi đội bóng lập tức giành quyền thăng hạng trở lại Championship.

## Sự kiện
| Đội bóng          | Chôn quan tài                                         | Đào quan tài                                   |
| ----------------- | ----------------------------------------------------- | ---------------------------------------------- |
| Blackburn Rovers  | 1948 – 1966 – 1971 – 1979 – 1999 – 2012 – 2017        | 1958 – 1975 – 1980 – 1992 – 2001 – 2018        |
| Preston North End | 1949 – 1961 – 1970 – 1974 – 1981 – 1985 – 1993 – 2011 | 1951 – 1971 – 1978 – 1987 – 1996 – 2000 – 2015 |